# Bisdom Atambua
Het bisdom Atambua (Latijn: Dioecesis Atambuensis) is een rooms-katholiek bisdom met als zetel Atambua, hoofdstad van het regentschap Belu in Indonesië. Het bisdom is suffragaan aan het aartsbisdom Kupang. 

## Geschiedenis
Het bisdom werd opgericht op 25 mei 1936, als het apostolisch vicariaat Timor Olandese, uit delen van het apostolisch vicariaat Isole della Piccola Sonda. Op 11 november 1948 veranderde het van naam naar apostolisch vicariaat Atambua. Op 3 januari 1961 werd het verheven tot bisdom en werd suffragaan aan het aartsbisdom Ende. Op 23 oktober 1989 veranderde het van kerkprovincie en werd suffragaan aan het aartsbisdom Kupang.
Het verloor gebied bij de oprichting van het apostolisch vicariaat Larantuka (1951) en het bisdom Kupang (1967). 

## Parochies
Het bisdom had in 2022 een oppervlakte van 5.177 km2 en telde 660.000 inwoners waarvan 83,9% rooms-katholiek was.

## Ordinarii

### Apostolisch vicarissen
- Jacques Pessers (1 juni 1937 - 14 november 1957)

### Bisschoppen
- Theodorus van den Tillaart (apostolisch vicaris: 14 november 1957, bisschop: 3 januari 1961 - 3 februari 1984)
- Anton Pain Ratu (3 februari 1984 - 2 juni 2007; hulpbisschop sinds 2 april 1982)
- Dominikus Saku (2 juni 2007 - heden)

## Galerij van afbeeldingen

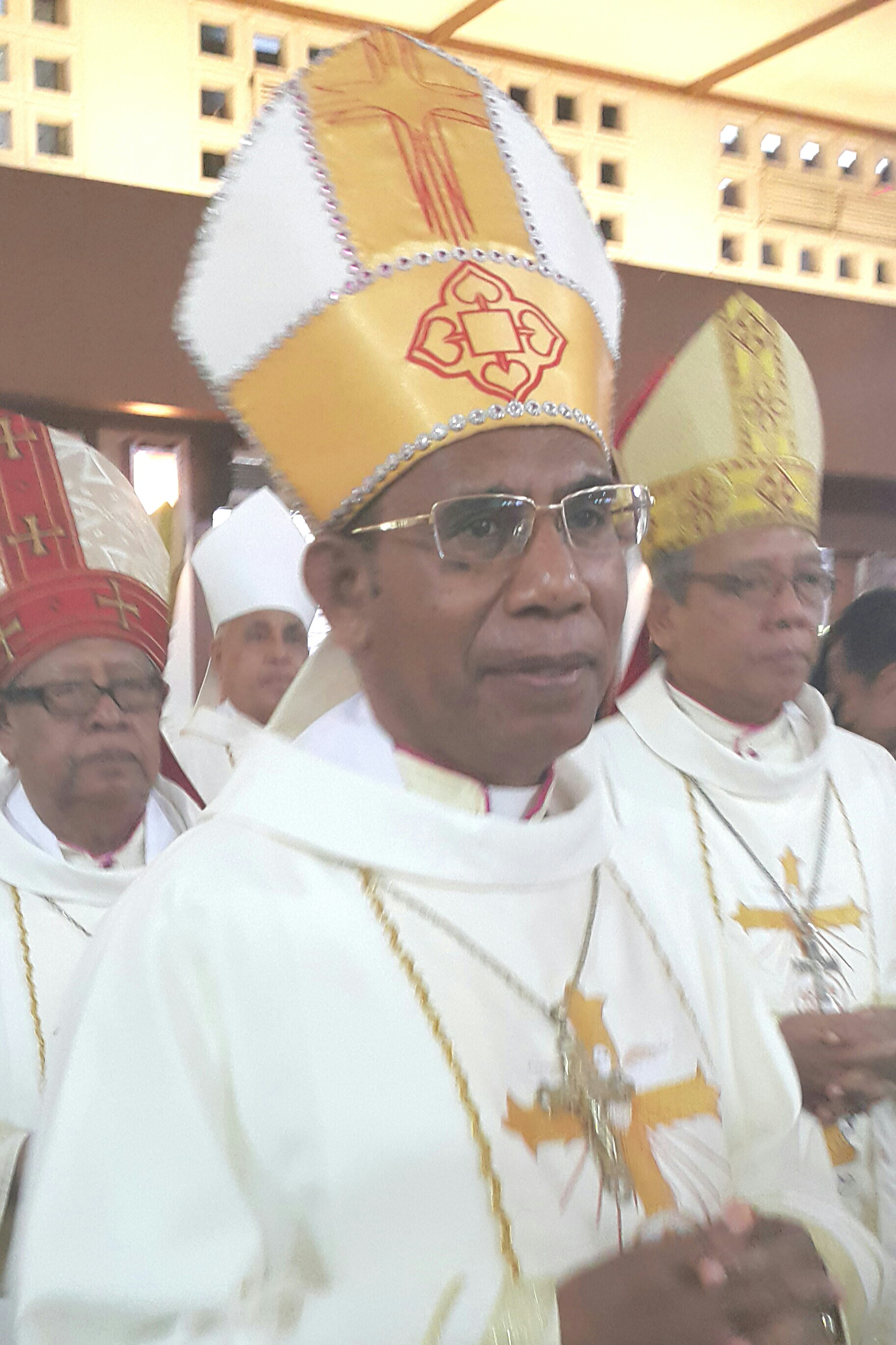
Bisschop Dominikus Saku (2007-heden)
Kerkprovincie met aartsbisdom en suffragane bisdommen

Kupang (aartsbisdom) · Atambua · Weetebula